# Peter Wirtz (Bürgermeister)
Franz Peter Wirtz (* 15. Januar 1960 in Königswinter) ist ein deutscher Kommunalpolitiker (CDU). Er war von 1999 bis 2020 Bürgermeister der nordrhein-westfälischen Stadt Königswinter.

## Leben
Peter Wirtz besuchte den katholischen Kindergarten der Gemeinde St. Remigius in Königswinter und danach die katholische Volksschule in der Altstadt. 1978 machte er sein Abitur am Ernst-Kalkuhl-Gymnasium in Bonn-Oberkassel. Nach seinem Abitur absolvierte er ein Verwaltungspraktikum bei der Stadt Königswinter. Von 1980 bis 1983 studierte er an der Fachhochschule für öffentliche Verwaltung Nordrhein-Westfalen in Köln und schloss sein Studium als Diplom-Verwaltungswirt (FH) ab. Danach arbeitete er ununterbrochen in der Stadtverwaltung von Königswinter: von 1984 bis 1990 im Amt für Schulen, Sport und Kultur, von 1990 bis 1993 in der Bürgerberatung des Hauptamtes, dort auch als persönlicher Mitarbeiter des damaligen Stadtdirektors Franz-Josef Schmitz, von 1993 bis 1996 als Leiter der Hauptabteilung und von 1996 bis 1999 als Fachbereichsleiter der Kultusverwaltung.
Wirtz hat drei Töchter.
Er war Mitglied des Vorstandes des Verschönerungsvereines für das Siebengebirge (VVS). In der Sankt Sebastianus Männerschützenbruderschaft 1547 Königswinter e. V. ist er engagiert und war von 2012 bis 2014 Schützenkönig.

## Bürgermeisteramt
Bei der Bürgermeisterwahl 1999 wurde Peter Wirtz mit 59,87 Prozent der Stimmen als Nachfolger von Herbert Krämer (CDU) zum Bürgermeister von Königswinter gewählt. 2004 (71,34 % der gültigen Stimmen), 2009 (67,25 %) und 2014 (59,86 %) wurde er jeweils im Amt bestätigt. Bei den Kommunalwahlen 2020 verlor er mit 44,81 Prozent der Stimmen bereits im ersten Wahlgang gegen seinen Herausforderer Lutz Wagner, der von SPD, Grünen und der Königswinterer Wählerinitiative (KöWI) unterstützt wurde. Wagner erhielt 50,78 %.